# اورنج پارک (فلوریدا)
اورنج پارک (به انگلیسی: Orange Park) شهرکی در شهرستان کلی ایالت فلوریدا است که در سال ۱۸۷۹ بنیان‌گذاری شده‌است. این شهرک طبق سرشماری سال ۲۰۱۰ میلادی، ۸٬۴۱۲ نفر جمعیت داشته و مساحت آن نیز ۱۴٫۴ کیلومتر مربع است.